# Оксывская культура
Оксывская культура — археологическая культура железного века (II век до н. э. — I век), расположенная на территории северной Польши. Ассоциируется с германскими (или древнеевропейскими?)  племенами готской группы и ругов. Покорила племена поморской культуры. Затем вытеснила племена пшеворской культуры на юго-восток. Позднее эволюционировала в вельбарскую культуру.

## Преемственность
Оксывская культура, сосредоточившись в начале в низовьях Вислы, предполагает эволюцию поморской культуры, под влиянием  ястрофского элемента. Расширяясь в дальнейшем на запад и юго-восток, вытеснила носителей пшеворской культуры, в конце I века эволюционировала в вельбарскую культуру.

## Этническая принадлежность
Оксивская культура хронологически и территориально совпадает (по Тациту) с готтонским «коленом» германцев (древнейшие бургунды, вандалы, готы). Некоторые исследователи указывают наряду с готами на ругов как на носителей оксывской культуры.